# National Road 69
La National Road 69 (N69) è una strada irlandese nazionale di livello secondario che collega Limerick a Tralee nella contea di Kerry nel Sud-Ovest della Repubblica d'Irlanda.
La strada attraversa i centri abitati di Mungret, Clarina, Kildimo, Foynes, Loghill, Glin, Tarbert (dove si congiunge con la N67 e Listowel.
Il tratto tra Tralee e Listowel è servito dalla linea 13 della Bus Éireann. Il tratto tra Listowel e Limerick è servito dalla linea 314 della già citata Bus Éireann.